# Blennidus vancuveriensis
Blennidus vancuveriensis là một loài bọ chân chạy thuộc phân họ Pterostichinae. Loài này được Chaudoir mô tả năm 1878.